# Académie Colarossi
La Académie Colarossi fue una escuela de arte fundada por el escultor italiano Filippo Colarossi. Situada en 10 rue de la Grande-Chaumière en París, Francia, fue creada en el siglo XIX como una alternativa a la escuela oficial, la École des Beaux Arts que, a los ojos de muchos prometedores jóvenes artistas de la época, se había vuelto demasiado conservadora.
Junto con la Académie Julian, la escuela Colarossi aceptaba estudiantes femeninas y les permitía dibujar modelos de desnudo masculino. Célebre por sus clases de escultura en vivo, la escuela atraía muchos estudiantes extranjeros, incluyendo un gran número procedente de los Estados Unidos.
En 1910, la progesista Académie designó a la artista neozelandesa Frances Hodgkins (1869-1947) como su primera profesora.
La escuela cerró hacia 1920. Poco antes Madame Colarossi había quemado los archivos de la escuela, como represalia por los devaneos amorosos de su marido.

## Lista de estudiantes notables
- Hermen Anglada Camarasa
- Lucy Bacon
- Emily Carr
- Federico Cantu
- Camille Claudel
- Elin Danielson-Gambogi
- Anna Golubkina
- Lyonel Feininger
- Meta Warrick Fuller
- Marion Greenwood
- Hans Hofmann
- Jeanne Hébuterne
- Prudence Heward
- Eugene Lanceray
- Otokar Lebeda
- Jacques Lipchitz
- Mina Loy
- Laura Muntz Lyall
- Richard E. Miller
- Amedeo Modigliani
- Alfons Mucha
- Lilla Cabot Perry
- George Agnew Reid
- Aloys Wach
- Suzor-Coté
- Max Weber
- Józef Mehoffer
- Włodzimierz Tetmajer
- Stanislaw Wyspianski
- Georgette LiYing Chen
- Ada Thilen[1]
- Miquel Villà i Bassols